# 자마습

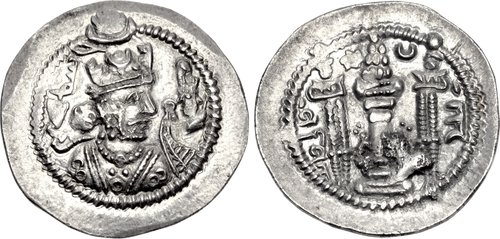
자마습의 동전

자마습(영어:Djamasp, Jamasp, Zamasp, ? - ?)은 사산 왕조 페르시아 제국의 샤이다. 카바드 1세의 동생이며 귀족들과 함께 제위를 찬탈했다.

## 생애
자마습에 대한 자세한 기록은 남아 있지 않으며, 그의 짧은 집권을 잇는 이름만이 전해진다. 다만 프로코피우스는 카바드 1세가 재산을 재분배하려는 새로운 교리(마즈다크교)를 전파하려고 하였기에 폐위되어 수사의 성에 감금되고, 496년에 그의 동생인 자마습이 새로운 왕으로 선택되었다고 기록하였다.
하지만 유폐되었던 카바드 1세는 498년에 에프탈의 군대를 이끌고 크테시폰으로 돌아와 왕위를 되찾았다. 그 후 자마습이 어떻게 카바드 1세와 화해하였는지에 대한 언급이 없어서 그 이유를 상상하기 어렵지만, 자마습은 카바드 1세의 궁정에서 좋은 대우를 받았던 것으로 전해진다.
후대의 타바리나 디나와리(en:Abū Ḥanīfa Dīnawarī)와 같은 역사가들은, 자마습을 가난한 자들이나 농부들의 부담을 덜어 주려고 세금을 감쇄한 훌륭한 군주로 기록하였다. 또한 그는 마즈딘(Mazdean, 조로아스터교)의 지지자라고 하였다.

## 관련 문헌
- Wigram, W. A. (2004). An introduction to the history of the Assyrian Church or The Church of the Sassanid Persian Empire, 100–640 A.D. Gorgias Press. ISBN 1-59333-103-7

## 참조
- 'The Civilizations of the Ancient Near East' by George Rawlinson, Project Gutenberg 보관됨 2018-04-02 - 웨이백 머신

| 전임 카바드 1세 | 사산 왕조의 샤 자마습 496년 - 498년 | 후임 카바드 1세 |